# Luigi Lanzi
Luigi Lanzi (Treia, 1732. június 13. – Firenze, 1810. március 31.) olasz művészettörténész és régész.

## Élete és munkássága
1749-ben jezsuita lett és Rómában tanulmányozta az ókori művészetet. A rend feloszlatása után Firenzébe ment, ahol a képtárak aligazgatója és a toszkánai nagyherceg udvari régésze lett. Az Accademia della Crusca tagjává, majd 1806-ban igazgatójává is választotta. Fő munkája: Saggio di lingua etrusca (új kiad. Firenze, 1824-25); fontosak még kutatásai az etruszk művészet terén; Dei vasi antichi dipinti (Firenze, 1806) és Notizie della scultura degli ant. (uo. 1824). Irodalmi hagyatékát (Opere postume) Boni adta ki.